# Pálffi Lőrinc
Pálffi Lőrinc (Mindszent, Csíkszék, 1720. június 20. – Kolozsvár, 1775. augusztus 24.) a hittudományok borostyánosa, minorita szerzetes, misszionárius.

## Élete
Mint tanuló ifjú a minorita-rendbe lépett; áldozópappá szentelése után szónoklata által híressé lett. Több előkelő családnál kápláni tisztet viselt, és mint ilyen, hivatalos teendőin kívül méhészettel is foglalkozott. A moldovai misszióban dolgozott mint hittérítő, majd szentdemeteri (Udvarhely vármegye) és györgyfalvi plébános is volt.

## Munkája
- Erdélyi méhecske, mely a méhekkel való bánásnak titkait és mesterségét rövid summában foglalván, szemünk eleibe terjeszti. Mellyet sok irásokbul s hasznos experimentiákbul ki tanult és egybe szedett szent Ferencz minorita conventualis szerzetiben lévő egy áldozó pap és egy nagy méltóság nemzetéhez való szeretetétől viseltetvén dicséretes költségével világosságra bocsátott. Előljárók engedelméből. Kolozsvár, 1762 (névtelenül. 2. kiad. 1767, 3. k. 1785, Uo.)